# The Queen of the May
The Queen of the May è un cortometraggio muto del 1910 diretto da Bert Haldane.

## Trama
Un fabbro impazzito lotta contro suo fratello usando come arma dei ferri roventi.

## Produzione
Il film fu prodotto dalla Hepworth.

## Distribuzione
Distribuito dalla Hepworth, il film - un cortometraggio di 229 metri - uscì nelle sale cinematografiche britanniche nel settembre 1910.
Si conoscono pochi dati del film che, prodotto dalla Hepworth, fu distrutto nel 1924 dallo stesso produttore, Cecil M. Hepworth. Fallito, in gravissime difficoltà finanziarie, il produttore pensò in questo modo di poter almeno recuperare il nitrato d'argento della pellicola.